# Vonda
Vonda es un pueblo canadiense situado en la provincia de Saskatchewan.

## Superficie
Vonda tiene una superficie de 2,75 km².

## Demografía
En 2021, tenía 384 habitantes, una densidad poblacional de 139,8 hab./km², y 160 viviendas.